# Hadena albistriga
Hadena albistriga är en fjärilsart som beskrevs av Druce 1908. Hadena albistriga ingår i släktet Hadena och familjen nattflyn. Inga underarter finns listade i Catalogue of Life.